# أدب قبطي
أخد العالم نواحي مختلفة من الأدب القبطي أهمها أقوال الآباء ثم خطب القديسين في كفاح الوثنية لتثبيت المسيحية، ثم السحر ثم الأدب الدنيوي أو الشعبي. فأما أقوال الآباء فهي الأقوال النسكية التي دعمت الرهبنة وبينت ناحيتيها النفسية والعملية.
ليس الأدب القبطي أدب ديني فحسب، بل إن الآثار الدينية الدنيوية في الأدب القبطي لاتقل عن الآثار الدينية، فبالرغم من انصراف الأقباط عن تدوين الآداب القبطية في العصور الأولى لغلاءورق البردي إلا أنه تم العثور علي الكثير من الرسائل والوثائق القبطية عن الأدب القبطي الديني والشعبي. ومن أهم الأعمال الأدبية الشعبية القبطية قصة تيودوسيوس وديونسيوس التي ترجع إلى أوائل القرن الثامن، وكان بطلها صانع مصري بلغ منصب إمبراطور اليونان. وقد نسي أخوه الذي كان صانع خشب مصري ثم يلقاه ثانية ويعينه رئيس لأساقفة العاصمة اليونانية. وأيضا من أشهر قصص الأدب القبطي رواية قمبيز وهي قصة أصلية باللغة القبطية تتضمن تاريخا خياليا لغزو مصر علي يد الملك قمبيز الذي كان ملك للفرس، وبالإضافة لهذه القصص تم العثور علي بعض الأجزاء من قصة الاسكندر الأكبر مترجمة إلى الصعيدية. وهناك آثار أدبية كثيرة منها أيضا القصيدة التي كتبت عن ارخليدس وأمه سنكليتكس.
بعض أهم الأعمال الأدبية والكتب القبطية:
- ساويرس بن المقفع: تاريخ بطاركة كنيسة الإسكندرية القبطية
- ابن كاتب قيصر: التبصرة في أصول اللغة القبطية، مقدمة في قواعد اللغة القبطية
- ابن كاتب قيصر: تفاسير في إنجيل متى، وأعمال الرسل، ورسائل بولس، والكاثوليكون، وسفر الرؤيا.
- أبو المكارم: مؤلف كتاب «تاريخ الكنائس والأديرة».
- بطرس السدمنتى: التصحيح في آلام السيد المسيح.
- سمعان ابن كليل الراهب: روضة الفريد وسلوة الوحيد، 12 فصل.
- سمعان ابن كليل الراهب: تفسير لبشارة متى
- زكريا البليغ: التاريخ الكنسي الفترة 450 - 491م
- ابن العميد: مختصر البيان في تحقيق الإيمان، اسمه كمان «الحاوى» فسر فيه ايات من الإنجيل ووضح مسائل كان عليها اختلافات.
- يوحنا النيقاوى: تاريخ مصر والعالم القديم
- منسى يوحنا: تاريخ الكنيسة القبطية
- يعقوب نخلة روفيله: تاريخ الأمة القبطية
- إيريس حبيب المصري: قصة الكنيسة القبطية في تسع مجلدات
- عبد المسيح صليب المسعودى: التحفة البراموسية في شرح وتتمة قواعد حساب الأبقطي للكنيسة القبطية الأرثوذكسية
- عبد المسيح صليب المسعودى: الدرة النفيسة في حسابات الكنيسة
- عبد المسيح صليب المسعودى: الكنز الثمين في كرامات المتقدمين
- عبد المسيح صليب المسعودى: تحفة السائلين، فيه ذكر أديرة رهبان المصريين
- ابن كبر: الميرون، وصف فيه المواد التي يتألف منها وكيفية طبخه
- ابن كبر: جلاء العقول في علم الأصول،18 فصل
- ابن كبر: مصباح الظلمة وإيضاح الخدمة، موسوعة لاهوتية كنسية
- ابن كبر: البيان الأظهر في الرد على من يقول بالقضاء والقدر
- ابن كبر: السلم الكبير: قاموس للغة القبطية
- يوحنا بن زكريا بن سباع: الجوهرة النفيسة في علوم الكنيسة
- ولاد العسال، مؤتمن الدولة أبو اسحق ابن العسال: مجموع أصول الدين ومسموع محصول اليقين
- ولاد العسال، الصفى أبو الفضائل ابن العسال: المجموع الصفوى
- زكي شنودة: موسوعه تاريخ الأقباط
- أنطونيوس الأنطوني: وطنية الكنيسة القبطية وتاريخها